# Rubenidé
Rubenidé (také dynastie Rubenidů) byli knížaty a později králi Kilíkie přibližně od roku 1080 až do poloviny třináctého století, kdy jejich území ovládli Hethumidové.
Dynastie je pojmenována po svém zakladateli arménském knížeti Rubenovi I. (1080–1095), který kolem roku 1080 ovládl část Kilíkie a založil Arménské království v Kilíkii. Rubenidé potom vládli Kilíkii více než sto let. Největším z nich byl kníže Lev II. (1187 - 1219), který po získání královské koruny v roce 1199 převzal jméno král Lev I. Během své vlády se mu podařilo vytvořit mocný a jednotný křesťanský stát. Jeho království se rozprostíralo od Isaurie až po pohoří Amanus.
Během křížových výprav od roku 1095 byli Rubenidé (vyznávající křesťanství) blízkými spojenci evropských křižáků. Křižáci proto uznávali Kilíkii jako svého spojence, který poskytoval jejich křesťanským armádám útočiště a zásoby na cestě do Jeruzaléma. Evropský náboženský, politický a kulturní vliv byl tak v Kilíkii velmi silný.

## Historie

Killíkie (znázorněna červeně) na území ovládaném Římany v době jejich největšího rozkvětu (znázorněné bíle).

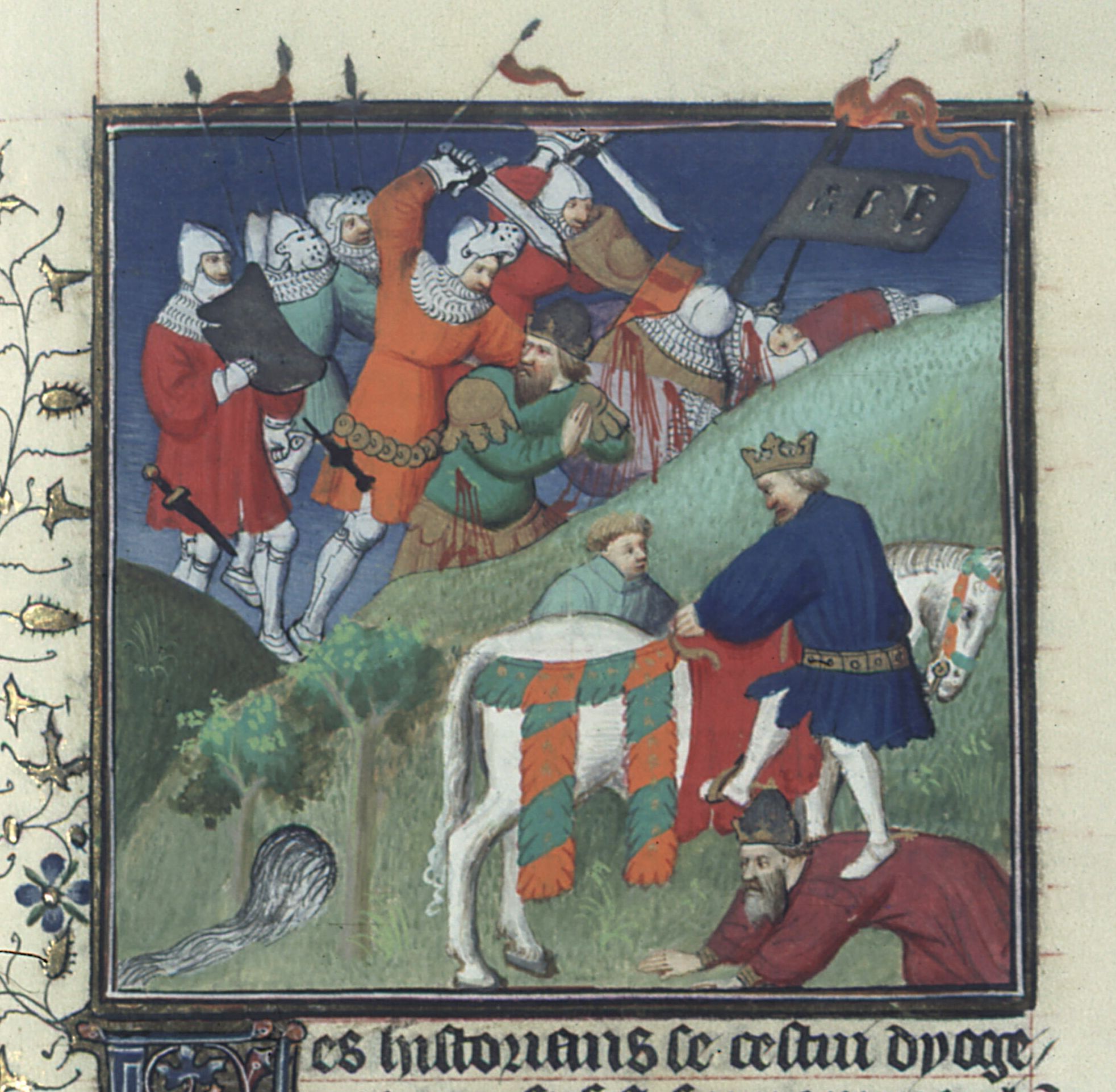
Výjev z bitvy u Mantzikertu v roce 1071

Dějiny Arménie jsou dějinami malého národa, který se po celou svou existenci snažil uchovat si nezávislost a ubránit se vlivu mocných říší kolem sebe (Peršanů, Arabů, Římanů, Byzance, Ruska). Jsou to dějiny velkého rozkvětu a také velkých proher. Prohry často způsobily útěk Arménů ze svého území a následně vedly k jejich velké diaspoře.
Jednou z takových proher bylo podrobení Arménů Seldžuckou říší. Po bitvě u Mantzikertu v roce 1071 byla celá Malá Asie zachvácena přívalem Seldžuků. Nedlouho nato následoval exodus křesťanských Arménů z východní Anatolie směrem na jih. V Kilíkii založili arménští uprchlíci na konci 11. století drobné knížectví v čele s dynastií Rubenidů. To se postupně vyvinulo v Arménské království v Kilíkii.
Toto křesťanské království, obklopené muslimskými státy a s nepřátelským postojem vůči Byzantincům, poskytovalo v dalších staletích cennou podporu křižákům táhnoucím do Svaté země. Po zhroucení křižáckých států se Arméni spojili s Mongoly, kteří jim dočasně zajišťovali ochranu před egyptskými mameluky. Těm nakonec království oslabené vnitřními rozbroji padlo za oběť v roce 1375. Na přelomu 15. a 16. století dobyli území Kilíkie osmanští Turci, jejichž nadvláda přetrvala až do počátku 20. století.

## Knížata a králové z dynastie Rubenidů

### Ruben I. (1080–1095)
Ruben I. (také Rupen I. nebo Roupen I.) byl zakladatelem dynastie Rubenidů a prvním knížetem arménské Kilíkie. Stalo se tak po exodu Arménů, kteří uprchli ze své země po bitvě u Mantzikertu v roce 1071.  Po ovládnutí části Kilíkie vyhlásil Ruben I. nezávislost na Byzantské říši a v roce 1080 založili Arménské království v Kilíkii.

### Konstantin I. (1095–1100)

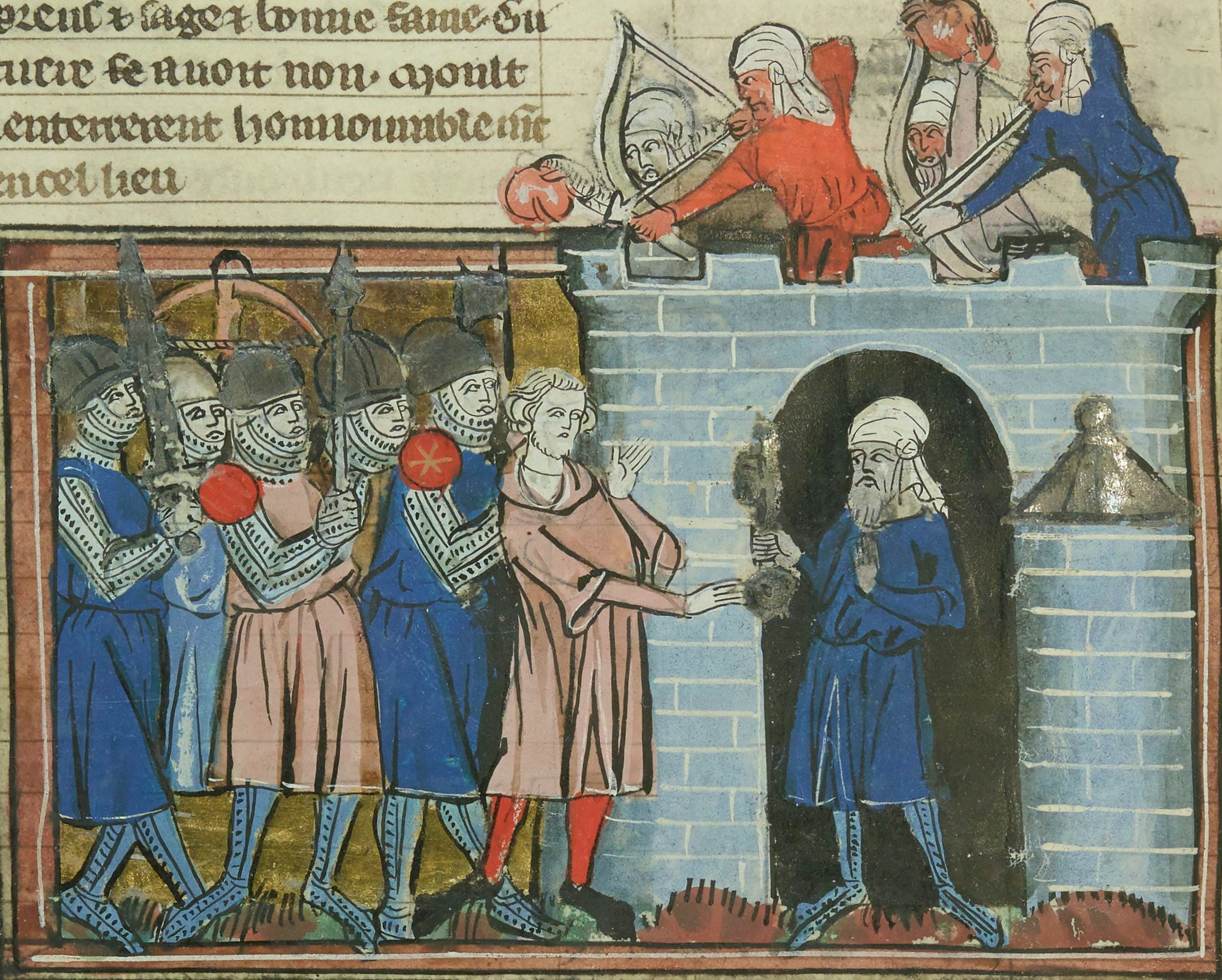
Konstantin I. přijímá pocty od křižáků v Tarsusu

Konstantin I. byl synem Rubena I. a druhým knížetem arménské Kilíkie. Po smrti svého otce v roce 1095 rozšířil Konstantin svou moc na východ směrem k pohoří Taurus. Byl vyznavačem křesťanství a velkým přívržencem odloučené arménské církve.
Jako arménský křesťanský vládce v Levantě pomáhal armádám první křížové výpravy při obléhání Antiochie, dokud nepadla do rukou křižáků. Křižáci si jeho pomoci velmi vážili a poctili ho dary a rytířským titulem markýz.

### Thoros I. (1100–1129)
Thoros I. (také Toros I.) byl třetím knížetem arménské Kilíkie. Jeho spojenectví s vůdci první křížové výpravy mu usnadnilo vládnout nad svým územím. Thoros vyhnal byzantské posádky z opevnění v Anazarbusu a Sísu, ze kterého učinil hlavní město země. Byl také sužován kočovnými Turky, kteří na něj útočili ze severu, ale byli zahnáni zpět.
Během své vlády prokazoval přízeň a daroval peníze mnoha klášterům, zejména klášterům v Drazarku a Mašgevaru.

### Konstantin II. (1129)
Konstantin II. byl synem Thorose I. a čtvrtým knížetem arménské Kilíkie. Zemřel však několik měsíců po smrti svého otce. Některé prameny uvádějí, že byl uvržen do vězení a otráven. Jiné naznačují, že Thoros I. zemřel bez mužského dědice a jeho nástupcem se proto stal Lev I.

### Lev I. (1129–1137)
Lev I. (také Levon I. nebo Leo I.) byl pátým knížetem arménské Kilíkie. Rozšířil svou vládu na kilikijské pláně a dokonce i na pobřeží Středozemního moře. V jeho době nebyly vztahy mezi Armény a křižáky tak zdvořilé jako dříve. Hlavní příčinou neshod mezi nimi bylo vlastnictví pevností v jižním Amanu a na sousedním pobřeží Alexandrettského zálivu.
Ve svůj prospěch využíval zdrženlivého nepřátelství mezi Byzantskou říší a křižáckými knížectvími Edessou a Antiochií. Většina jeho úspěchů těžila také z toho, že Byzanc byla zaneprázdněna hrozbami muslimské dynastie Zengíovců.
V roce 1137 se mu stalo osudným pozvání na schůzku s byzantským císařem Janem II. Komnenem, který přislíbil jednání o míru. Tam byli Lev I. a jeho dva synové zajati a uvězněni v Konstantinopoli, kde Lev I. krátce nato zemřel.

### Thoros II. (1144–1169)
Thoros II. (také Toros II. Veliký) byl synem Lva I. a šestým knížetem arménské Kilíkie. Spolu se svým otcem Lvem I. a bratrem Roupenem byl zajat a uvězněn v Konstantinopoli v roce 1137. Celá Kilíkie pak zůstala pod byzantskou nadvládou téměř osm let.
Na rozdíl od svého otce a bratra přežil Thoros své uvěznění a v roce 1143 se mu podařilo uprchnout. Shromáždil kolem sebe Armény ve východních částech Kilíkie a po vytrvalém a neúnavném boji vytlačil byzantské posádky z území. K jeho vítězství přispěla porážka, kterou Řekové a křižáci utrpěli po obléhání Edessy v roce 1144. Byzantský císař Manuel I. Komnenos si stále nárokovala dobytá území a v průběhu následujících 20 let uskutečnil tři neúspěšná vojenská tažení proti Thorosovi.
Thorosova vláda přinesla mnoho vojenských úspěchů a postavila pevné základy pro arménskou Kilíkii.

### Ruben II. (1169–1170)
Ruben II. (také Roupen II.) byl sedmým knížetem arménské Kilíkie. Byl synem Thorose II., který v roce 1169 abdikoval ve prospěch svého mladého syna a svěřil ho do opatrovnictví jeho děda - regenta Thomase. Nástupnictví Rubena zpochybnil jeho strýc Mleh (bratr Thorose II.) a pokusil se ho zavraždit. Nepodařilo se mu to a uprchl k tureckému sultánovi Núr ad-Dínemu, kde přestoupil na islám a stal se muslimem.
Mleh se se svou prohrou nesmířil. Odmítl smírné urovnání ohledně nástupnictví s regentem Thomasem a vpadl do země s vojskem poskytnutým Núr ad-Dínem. Území ovládl a mladého Rubena nechal pronásledovat a po dopadení zavraždit.

### Mleh (1170–1175)
Mleh I. (také Meleh I.) byl osmým knížetem arménské Kilíkie. Úspěchy, kterých dosáhla Kilíkie za vlády jeho staršího bratra Thorose II., téměř zničil. Společně se sultánem v roce 1173 vyhnal templářské rytíře a Řeky z pevností a měst, která v Kilíkii vlastnili. Brzy po smrti Nur ed-Dina v roce 1174 byl Mleh svržen svým synovcem Rubenem III. a zavražděn.

### Ruben III. (1175–1187)
Ruben III. (také Roupen III, Rupen III. nebo Rúben III.) byl devátým knížetem arménské Kilíkie. Ruben III. převzal otěže Kilíkie po smrti svého strýce Mleha, který byl zavražděn nespokojenými arménskými šlechtici.
Byl spravedlivým a dobrým knížetem. Na svých panstvích postavil mnoho náboženských staveb. Opět navázal přátelství s křižáky. Například na konci roku 1177 pomáhal flanderskému hraběti Filipovi a knížeti Bohemundovi III. z Antiochie při obléhání Harence.

### Kníže Lev II. (1187–1199) a král Lev I. (1199–1219)

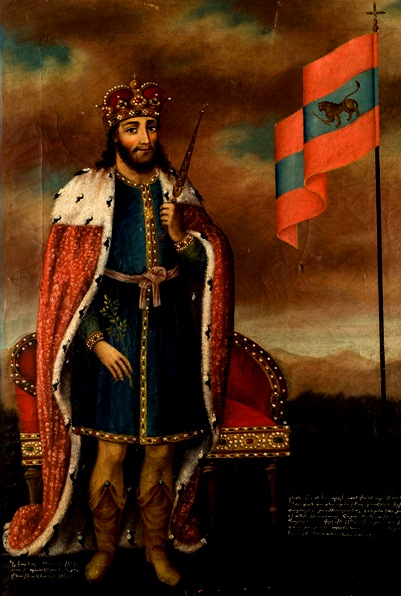
Král Lev I.

Lev II. byl desátý knížetem arménské Kilíkie. V roce 1199 byl korunován králem a převzal jméno Lev I. (také Levon I. Nádherný). Během své vlády se mu podařilo vytvořit z kilikijské Arménie mocný a jednotný křesťanský stát. Za jeho vlády dosáhlo arménské království vrcholu a rozprostíralo se od Isaurie až po pohoří Amanus.
Lev I. spolupracoval s armádami třetí křížové výpravy a poskytoval křižákům zásoby, průvodce, soumary a další všemožnou pomoc. Byl také zdatným diplomatem a moudrým politikem, který navázal užitečná spojenectví s mnoha okolními panovníky. Získal si také přátelství a podporu špitálníků a německých rytířů tím, že jim daroval značná území.

Arménské království v Kilíkii v době panování krále Lva I.

Uvažoval o připojení Antiochijského knížectví ke svému království, čímž by posílil svou autoritu na většině severovýchodního pobřeží Středozemního moře. Tento plán uskutečnil v roce 1194, kdy se zmocnil strategické pevnosti Baghras. Svého největšího triumfu dosáhl na počátku roku 1216, kdy v čele své armády obsadil Antiochii. Do jejího čela dosadil svého prasynovce Raymonda-Roupena, který tam zůstal u moci až do jeho smrti.
Uskutečnil transformaci arménského dvora po vzoru evropských dvorů. Mnohá stará jména úřadů nebo tituly hodnostářů byla nahrazena latinskými. Změny v názvech byly doprovázeny i změnami v charakteru fungování těchto úřadů.
Za jeho vlády se velmi rozvinul obchod. Například Janovu, Benátkám a Pise udělil listiny s obchodními privilegii. Ty poskytovaly svým držitelům zvláštní osvobození od daní. Podporoval také zakládání italských obchodních komunit v Tarsu, Adaně a Mamistře, které se pak staly zdrojem příjmů pro kilikijskou Arménie.
Lev I. zemřel v roce 1219 a byl pohřben v kostele v Agneru. Část jeho těla byla přenesena do hlavního města Sis a nad jeho hrobem byl postaven kostel. Na smrtelné posteli jmenoval dceru Isabellu svou právoplatnou dědičkou.

### Isabella (1219–1252)

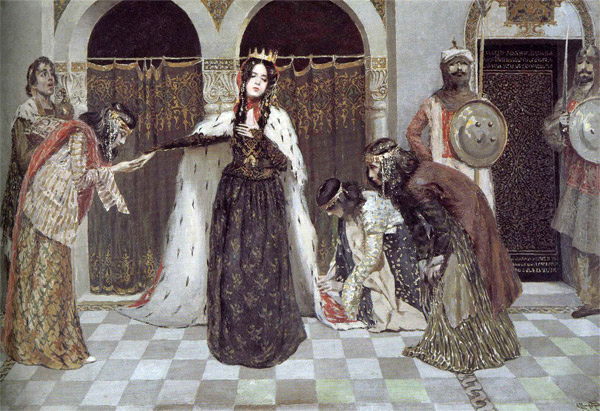
Královna Isabella

Isabella (také Izabela nebo Zabel) byla královna arménské Kilíkie od roku 1219 až do své smrti v roce 1252. Isabela byla jediným dítětem krále Lva I. a jeho druhé manželky Sybilly Kyperské.
Královnou se stala po smrti svého otce ve svých třech letech za regentství Adama z Baghrasu. Poté, co byl zavražděn, byl jejím poručníkem jmenován Konstantin Baberonský. V tomto kritickém okamžiku se Raymond-Ruben (vnuk Rubena III.) pokusil získat trůn Kilíkie pro sebe, ale byl popraven.

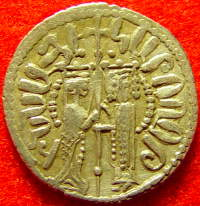
Mince s královnou Isabellou a jejím manželem Hethumem

Konstantin Baberonský usiloval o spojenectví s princem Bohemundem IV. z Antiochie a zařídil sňatek mezi mladou princeznou a jeho synem Filipem. Filip však vyplenil královský palác a poslal královskou korunu do Antiochie. Byl uvězněn v Sísu, kde poté i zemřel.
Mladá Isabella se pak musela provdat za Hethuma – syna Konstantina Baberonského. Dlouhá léta s ním odmítala žít, ale nakonec ustoupila. Společně se svým manželem pak vládla zemi a vedla zbožný život. Měla mnoho dětí a stala se tak matkou početných potomků obou slavných dynastií.
Toto jednocení dvou hlavních dynastií Kilíkie (Rubenidů a Hethumidů) ukončilo století územního soupeření a vyneslo Hethumidy do politické dominance v Kilikijské Arménii.